# Protemnodon
Protemnodon — рід викопних кенгуру, що існував у пліоцені та плейстоцені в Австралії, Тасманії та Новій Гвінеї. Вони були схожі на сучасних кенгуру, але мали вужчий череп та вужчу морду та були більші за розмірами. Найменший вид — Protemnodon hopei, важив близько 45 кг, решта видів важили понад 110 кг.

## Класифікація
- †Protemnodon otibandus
- †Protemnodon buloloensis
- †Protemnodon hopei
- †Protemnodon tumbuna
- †Protemnodon nombe
- †Protemnodon snewiki
- †Protemnodon anak
- †Protemnodon antaeus
- †Protemnodon goliah
- †Protemnodon parvus